# Margaritopsis kappleri
Margaritopsis kappleri là một loài thực vật có hoa trong họ Thiến thảo. Loài này được (Miq.) C.M.Taylor mô tả khoa học đầu tiên năm 2005.